# Décès en 1932
Décès
- 1928
- 1929
- 1930
- 1931
- 1932
- 1933
- 1934
- 1935
- 1936

Cet article présente une liste de personnalités mortes au cours de l'année 1932.

Les mois de l'année font également l'objet de listes spécifiques :

## Décès par mois

### Inconnu
- Louis de Caters, écrivain et propriétaire de haras français (° 1856).
- Jules-Justin Claverie, peintre paysagiste français (° 6 juin 1859).
- Charles-Julien Clément, peintre et graveur sur bois français (° 1er octobre 1868).
- Georges Charles Coudray, sculpteur et médailleur, (° 31 janvier 1862)
- Ivan Malioutine, affichiste russe (° 1889).
- Bağdatlı Mehmed Hadi Pacha, homme d'État de l'Empire ottoman (° 1861)
- Lucien Métivet, peintre, affichiste et illustrateur français (° 19 janvier 1863).
- Paul Nauen, peintre allemand (° 6 décembre 1859).
- Napoleone Parisani, peintre italien (° 1854).
- Charles Wislin, peintre français (° 1852).

### Janvier
- 2 janvier : James Doyle Penrose, peintre irlandais (° 9 mai 1862).
- 6 janvier : André Maginot, homme politique français (° 17 février 1877).
- 9 janvier : Amédée Dubois de La Patellière, peintre français (° 5 juillet 1890).
- 14 janvier : Litri (Miguel Báez Quintero), matador espagnol (° 15 mai 1869).
- 24 janvier : Roman Jarosz, peintre polonais (° 1887).
- 25 janvier : Pēteris Stučka, avocat et homme politique letton puis soviétique (° 26 juillet 1865).
- 29 janvier : Pierre Carrier-Belleuse,  peintre français (° 28 janvier 1851).

### Février
- 3 février :
  - Julian Bourdeu, homme politique argentin (° 4 novembre 1870).
  - Lucien Chevaillier, pianiste, compositeur et critique musical français (° 21 août 1883).
- 6 février :
  - Hermann Ottomar Herzog, peintre allemand (° 15 novembre 1832).
  - Armand Point, peintre français (° 23 mars 1861).
- 16 février : Paul Henri Simons, peintre français (° 27 mars 1865).
- 23 février : Julieta Lanteri, femme politique et féministe italo-argentine
- 27 février : Victor Hamm, pilote français, pionnier de l'aéropostale (° 12 mars 1894).

### Mars
- 2 mars : Charles Barbantan, peintre français (° 22 septembre 1845).
- 3 mars : Eugen d’Albert, compositeur et pianiste allemand (° 10 avril 1864).
- 5 mars :
  - Zéphirin Camélinat : homme politique français (° 14 septembre 1840).
  - Johan Thorn Prikker, peintre, sculpteur, designer, céramiste, vitrailliste, professeur d'université, artiste graphique et artiste textile néerlandais (° 6 juin 1868).
- 6 mars : Joseph-Hormisdas Legris, politicien québécois (° 6 mai 1850).
- 7 mars : Aristide Briand, homme politique français, Président du Conseil (° 28 mars 1862).
- 11 mars : Dora Carrington, peintre et décoratrice britannique (° 29 mars 1893).
- 17 mars : Ilias Bey Vrioni, homme politique et diplomate albanais (° 1882).
- 26 mars : Horace Plunkett, homme politique anglo-irlandais (° 24 octobre 1854).

### Avril
- 4 avril :
  - Ottokar Czernin, diplomate et homme politique autrichien (° 26 septembre 1872).
  - Wilhelm Ostwald, chimiste allemand (° 2 septembre 1853).
- 5 avril : Emil Kreplin, fonctionnaire colonial et entrepreneur allemand (° 5 juillet 1871).
- 17 avril : William Redmond, homme politique britannique puis irlandais (° 1er janvier 1886).
- 20 avril : Giuseppe Peano, mathématicien italien (° 27 août 1858).
- 23 avril :
  - Giovanni Cingolani, peintre et restaurateur artistique italien (° 1859).
  - Jean-Pierre Laurens, peintre français (° 18 mars 1875).
- 25 avril : Albert Rigolot, peintre français (° 28 novembre 1862).

### Mai
- 3 mai : Charles Hoy Fort, écrivain américain et chercheur paranormal (° 9 août 1874).
- 6 mai :
  - Roméo Beaudry, producteur, auteur et musicien québécois (° 25 février 1882).
  - Ludwig Rottenberg, compositeur et chef d'orchestre allemand/autrichien (° 11 octobre 1864).
- 7 mai : Paul Doumer, (assassiné), président de la République française (° 22 mars 1857).
- 12 mai : Jules Alex Patrouillard Degrave, peintre français (° 25 avril 1844).
- 15 mai : William Pember Reeves, homme politique, diplomate, historien et poète néo-zélandais (° 10 février 1857).
- 16 mai : Albert Londres, journaliste, dans l'incendie du paquebot George Phillipar (° 1er novembre 1884).
- 18 mai : Ernest Marché, peintre paysagiste et conservateur de musée français (° 14 septembre 1864).
- 19 mai : Louis Prat, peintre et graveur français (° 19 février 1879).
- 20 mai : María Angélica Pérez, religieuse argentine, bienheureuse (° 17 août 1897).
- 28 mai : Jacqueline Marval, peintre française (° 19 octobre 1866).
- 29 mai : Emma Nallet-Poussin, peintre et sculptrice française (° 17 août 1853).

### Juin
- 1er juin : Marcelle Tiard, espérantiste française (° 18 juin 1861).
- 6 juin : Omer Verschoore, coureur cycliste belge (° 2 décembre 1888).
- 8 juin :
  - Liu Tianhua, musicien et compositeur chinois (° 4 février 1895).*
  - Janina Dłuska, peintre polonaise (° 1899).
- 9 juin :
  - Émile Friant, peintre, graveur et sculpteur naturaliste français (° 16 avril 1863).
  - Jules Ernest Renoux, peintre français (° 5 mai 1863).
- 12 juin : Theo Heemskerk, homme politique néerlandais (° 20 juillet 1852).
- 14 juin : 
  - Otto Hauser, archéologue préhistorien suisse (° 12 avril 1874).
  - Adolf Hering, peintre et illustrateur allemand (° 7 décembre 1863).
  - Nicolae Vermont, peintre roumain (° 10 octobre 1866).
- 16 juin : Otto Böckler, écrivain et homme politique allemand (° 23 juin 1867).
- 21 juin : Major Taylor, coureur cycliste américain (° 26 novembre 1878).
- 25 juin : David Dellepiane, peintre et lithographe français (° 16 octobre 1866).

### Juillet
- 3 juillet : Joseph Eysséric, peintre français (° 20 novembre 1860).
- 6 juillet : Henry Perrault, peintre français (° 13 avril 1867).
- 11 juillet : Lucien Lesna, coureur cycliste français (° 11 octobre 1863).
- 13 juillet : Katrín Magnússon, femme politique islandaise (° 18 mars 1858).
- 14 juillet : Carl Felber, peintre helvético-allemand (° 21 septembre 1880).
- 18 juillet : Marius Bauer, peintre, lithographe et graveur néerlandais (° 25 janvier 1867).
- 21 juillet : Emilio Prud'Homme, avocat, homme politique, écrivain et enseignant dominicain (° 20 août 1856).
- 23 juillet : Alberto Santos-Dumont, aéronaute brésilien (° 20 juillet 1873).

### Août
- 7 août : Napoléon Antoine Belcourt, politicien canadien (° 15 septembre 1860).
- 9 août : John Charles Fields, mathématicien canadien (° 14 mai 1863).
- 10 août : Rintintin, acteur canin (° septembre 1918).
- 19 août :
  - Louis Anquetin, peintre, dessinateur et aquarelliste français (° 26 janvier 1861).
  - Richard Schmitz, officier de police et homme d'État austro-hongrois puis autrichien (° 14 novembre 1874).
- 21 août : Frederick Corder, compositeur et professeur de composition britannique (° 26 janvier 1852).
- 26 août : Gustave Pessard, historien de Paris et compositeur (° 17 novembre 1846).
- 31 août : Sassoon Heskel, homme politique irakien (° 17 mars 1860).

### Septembre
- 7 septembre : Ernst Nevanlinna, professeur d'économie et homme politique finlandais (° 10 mai 1873).
- 11 septembre : André Dahl, journaliste, écrivain et directeur de théâtre français (° 6 février 1886).
- 13 septembre : Julius Röntgen, pianiste et compositeur germano-néerlandais (° 9 mai 1855).
- 14 septembre : Jean Cras, officier de marine et compositeur français (° 22 mai 1879).
- 15 septembre : Charles-Louis-Eugène Signoret, peintre français (° 19 juillet 1867).
- 16 septembre : Peg Entwistle, actrice américaine (° 5 février 1908).
- 20 septembre : Max Slevogt, peintre, graphiste et dessinateur allemand (° 8 octobre 1868).
- 21 septembre : Renaud de Vezins, peintre, graveur et homme politique français (° 11 juillet 1882).
- 23 septembre : Jules Chéret, peintre et lithographe français (° 1er juin 1836).
- 26 septembre : Pierre Degeyter, ouvrier et musicien belge célèbre pour avoir composé la musique de L'Internationale (° 8 octobre 1848).
- 28 septembre : Emil Orlik, peintre, graveur, lithographe et illustrateur austro-hongrois puis allemand (° 21 juillet 1870).
- ? septembre : Valentin Sellier, peintre français (° 2 février 1872).

### Octobre
- 3 octobre : Giulio Aristide Sartorio, peintre italien (° 11 février 1860).
- 5 octobre : William Jelley, peintre, sculpteur, poète et architecte belge (° 16 octobre 1856).
- 7 octobre : Eugène Broerman, peintre belge (° 12 juillet 1861).
- 12 octobre : Germain David-Nillet, peintre de genre français (° 4 décembre 1861).
- 14 octobre : Katherine Plunket, illustratrice et peintre anglo-irlandaise (° 22 novembre 1820).
- 19 octobre : Arthur Friedheim, pianiste et compositeur allemand, né russe (° 26 octobre 1859).
- 23 octobre : Daniel Hernández, peintre péruvien (° 1er août 1856).
- 26 octobre : Margaret Brown, philanthrope américaine et rescapée du Titanic (° 18 juillet 1867).
- 27 octobre : Joseph de Joannis, homme d’Église et entomologiste amateur français (° 6 juin 1864).
- 29 octobre :
  - Joseph Babinski, neurologue franco-polonais (° 17 novembre 1857).
  - Emmett Corrigan, acteur américain d'origine néerlandaise (° 5 juin 1871).
  - Rodolphe d'Erlanger, peintre et musicologue britannique (° 7 juin 1872).
  - Reveriano Soutullo, compositeur espagnol de zarzuelas (° 11 juillet 1880).
- 31 octobre :
  - Arturo Ferrari, peintre italien (° 26 janvier 1861).
  - Charles Terront, coureur cycliste français (° 25 avril 1857).

### Novembre
- 1er novembre : Tadeusz Makowski, peintre polonais (° 21 janvier 1882).
- 3 novembre : André Mare, décorateur, architecte d’intérieur et peintre français (° 31 janvier 1885).
- 7 novembre : Gottfried de Hohenlohe-Schillingsfürst, général et diplomate austro-hongrois puis autrichien (° 8 novembre 1867).
- 16 novembre : Adélard Riverin,  médecin et homme politique canadien (° 16 mars 1868).
- 17 novembre : Albert Bettannier, peintre français (° 12 août 1851).
- 23 novembre : Percy Pitt, compositeur, chef d'orchestre, pianiste et organiste britannique (° 4 janvier 1870).
- 29 novembre : Emilio Longoni, peintre italien (° 9 juillet 1859).

### Décembre
- 2 décembre : Amadeu Vives i Roig, compositeur espagnol (° 18 novembre 1871).
- 13 décembre : Georgios Jakobides, peintre grec (° 11 janvier 1853).
- 15 décembre : Petrus Johannes Arendzen, graveur, dessinateur et peintre de portraits néerlandais (° 23 octobre 1846).
- 19 décembre : Johan Krouthén, peintre suédois (° 2 novembre 1858).
- 24 décembre : Géo Dupuis, peintre, illustrateur et graveur français (° 21 janvier 1874).
- 25 décembre : Ivan Bogdanov, peintre de genre russe puis soviétique (° 29 août 1855).
- 26 décembre : Georges Tardif, peintre français (° 16 février 1864).
- 28 décembre : Patrick Bakker, peintre et dessinateur néerlandais (° 12 novembre 1910).
- 30 décembre : Uriel Sebree Hall, homme politique américain (° 12 avril 1852).